# Рей Крок
Раймонд Альберт Крок (англ. Raymond Albert Kroc; нар. 5 жовтня 1902, Оук-Парк, Іллінойс — пом. 14 січня 1984, Сан-Дієго, Каліфорнія) — американський бізнесмен, ресторатор, з 2-ї групи (2-ге прізвище — Стрижеус). Він приєднався до братів Макдональдів у 1954 році або 1955 році і побудував ресторан «Макдональдс» у найуспішніший час роботи фаст-фуду у світі. Крок був включений до ста найважливіших людей століття по версії журналу Таймс. Він володів бейсбольною командою Сан-Дієго Падрес з 1974 до своєї смерті у 1984 році.

## Дитячі роки та освіта
Крок народився 5 жовтня 1902 року в Оук-Парк неподалік від Чикаго. Мати Роуз Мері (Грахова) і батько Луї Крок  були чеського походження. Він виріс і провів більшу частину свого життя в Оук-Парк, штат Іллінойс. Під час Першої світової війни п'ятнадцятирічний Рей, приховавши свій справжній вік, став водієм швидкої допомоги Червоного Хреста. З кінця війни і до початку 1950-х років працював продавцем, піаністом, джазовим музикантом, учасником групи і радіодіджеєм. Також Рей Крок працював в одному з ресторанів Рея Дамбо (англ. Ray Dambaugh), щоб дізнатися більше про ресторанний бізнес. Зрештою Крок став продавцем машин-міксерів для змішування молочних коктейлів і продавав їх по всій країні.

## Кар'єра

### McDonald's
На той час продажі машин-міксерів різко впали через конкуренцію з боку більш дешевшої продукції. Рей запропонував братам Макдональд свій товар, і згодом ті купили вісім його багатофункціональних міксерів. Відразу ж після відвідин закладу у Сан-Бернардіно Рей переконався, що принципи, на яких побудовано роботу, є перспективними для поширення їх по всій країні. Він запропонував свої послуги братам Макдональд, які шукали нового франчайзингового агента після звільнення агента Білла Тенсі через проблеми зі здоров'ям. Рей Крок відкрив перший ресторан Макдональдс в Дес-Плейнс, Іллінойс. Крок залишався керувати відділенням в Дес-Плейнс до кінця свого життя, часто дзвонячи менеджеру закладу, щоб той не забув прибрати ресторан належним чином. Відкриття першого Макдональдсу було дуже успішним. Брати були задоволені доходом, що вони отримали, і не відчували необхідності розширення своєї імперії.
Крок був розчарований небажанням братів створити мережу ресторанів. У 1961 році він купив компанію за $ 2,7 млн (щоб сплатити кожному брату $ 1 млн після сплати податків). Але слідом за цим почалися розбіжності. Відсоток з продажів не влаштовував інвесторів Крока, готових вкласти кошти в його підприємство. Макдональди, своєю чергою, не передали йому права на нерухоме майно та оригінальне обладнання. Крок завершив угоду, але пізніше відмовився визнати пункт про відсоток, оскільки той не був внесений у документи. Макдональди на словах дозволили Кроку вносити зміни в оригінальний проєкт ресторану, оскільки в різних штатах діють різні будівельні норми, але, незважаючи на його багаторазові нагадування, так і не відправили йому офіційні документи з дозволом. Справа завершилося тим, що Крок побудував новий ресторан Макдональдс прямо біля старого ресторану Макдональд (сьогодні перейменованого в 'The Big M', оскільки брати знехтували тим, щоб зберегти права на назву), щоб видавити тих з бізнесу.
З мережею Макдональдз Крок створив новий вид підприємств швидкого харчування, втіливши в ресторанах ідею автомобільного магната Генрі Форда — конвеєр. Крок продовжив використання конвеєра для підготовки гамбургерів, який був представлений братами Макдональд у 1948 році. Його стандартизовані операції забезпечували однакові на смак гамбургери в кожному ресторані. Він поставив жорсткі правила для франчайзерів про те, якою має бути їжа, з чого вона має бути виготовлена, якими мають бути розміри порції, спосіб приготування їжі, час приготування та упаковка. Крок також відмовився від заходів зі скорочення витрат шляхом додавання соєвого наповнювача. Ці суворі правила також були застосовані до стандартів обслуговування клієнтів з такими вимогами, що гроші будуть повернуті клієнтам, чиї замовлення не були правильними або ж на приготування їжі клієнтам довелось би чекати більш ніж 5 хвилин. Проте Крок дозволив франчайзерам впроваджувати свій підхід до маркетингу. Наприклад, Віллард Скотт створив фігуру, тепер відому у світі як Рональд Макдональд, щоб збільшити продажі в столичному Вашингтоні.

### Бейсбол
У 1974 році Крок вирішив залишити посаду генерального директора Макдональдз. Він вирішив повернутися до бейсболу, адже це його улюблений вид спорту. Він дізнався, що бейсбольний клуб "Сан-Дієго Падрес" був виставлений на продаж. Крок придбав команду за $ 12 млн. У перший рік  власності в 1974 році "Сан-Дієго Падрес" втратив 102 гри, але привернув увагу більше одного мільйона вболівальників. Їхній минулий рекорд з відвідуваності становив 644 772 відвідувачів у 1972 році. У 1979 році, розчарований грою команди, Рей Крок передав управління командою своєму зятю Балларду Сміту, сказавши, — «У гамбургерах більше майбутнього, ніж у бейсболі».
Рей Крок посмертно увійшов у Зал Слави Сан-Дієго Падрес у 1999 році.

## Особисте життя
Благодійний фонд Рея Крока підтримує дослідження і лікування алкоголізму, діабету та інших захворювань. Він заснував Будинок Роналда Макдоналда. Також уклав багато грошей у розвиток Дартмутської медичної школи.

У 1978 році 76-річний Крок переніс інсульт. 

## Кіновтілення
«The Founder» (Засновник) — американський біографічний фільм, знятий Джоном Лі Генкоком. Прем'єра стрічки в США відбулася 5 серпня 2016 року. Фільм розповідає про Рея Крока, людину, яка створила мережу ресторанів швидкого обслуговування — McDonald's.